# Gueldre (ville)
Pour les articles homonymes, voir Gueldre.
Gueldre (en allemand : Geldern) est une ville de Rhénanie-du-Nord-Westphalie (Allemagne), située dans l'arrondissement de Clèves, dans le district de Düsseldorf.

## Histoire

Traités d'Utrecht

La ville est historiquement l'ancienne capitale du duché de Gueldre. 
En 1579, quand le duché de Gueldre est séparé entre les Provinces-Unies et les Pays-Bas espagnols, la capitale reste dans les Pays-Bas espagnols, mais elle n'intégrera pas par la suite les Pays-Bas autrichiens. En effet, en 1703, la ville est assiégée par les Prussiens puis, en 1713, elle leur est cédée par les traités d'Utrecht.
Gueldre est à nouveau assiégée, cette fois-ci par les troupes franco-autrichiennes, de mars à août 1757.

## Lieux et monuments
Dans le quartier de Walbeck, l'église Saint-Nikolaus possède un grand orgue entièrement refait en 1993.

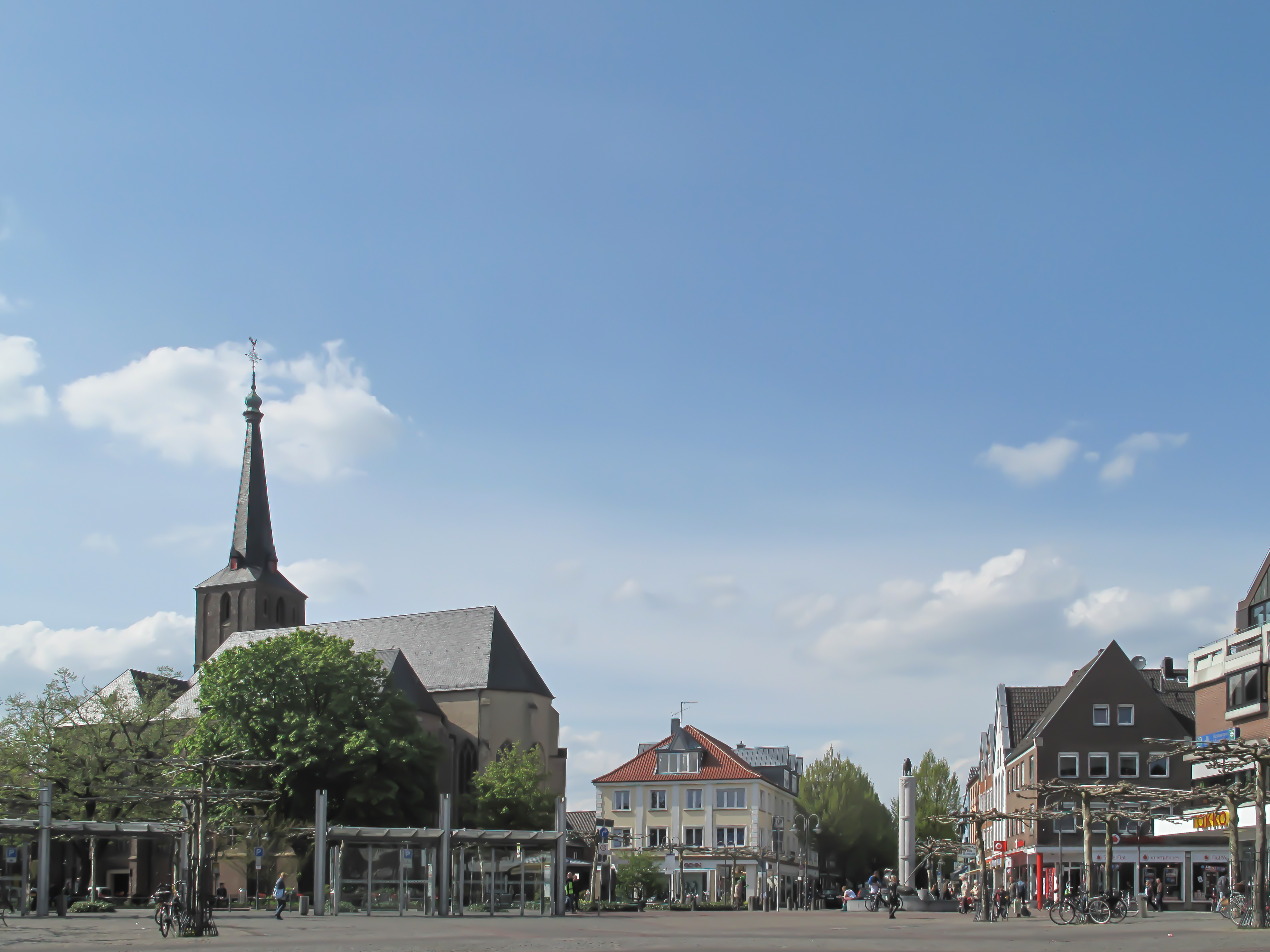
Église (Sankt Maria Magdalenakirche) sur le Markt

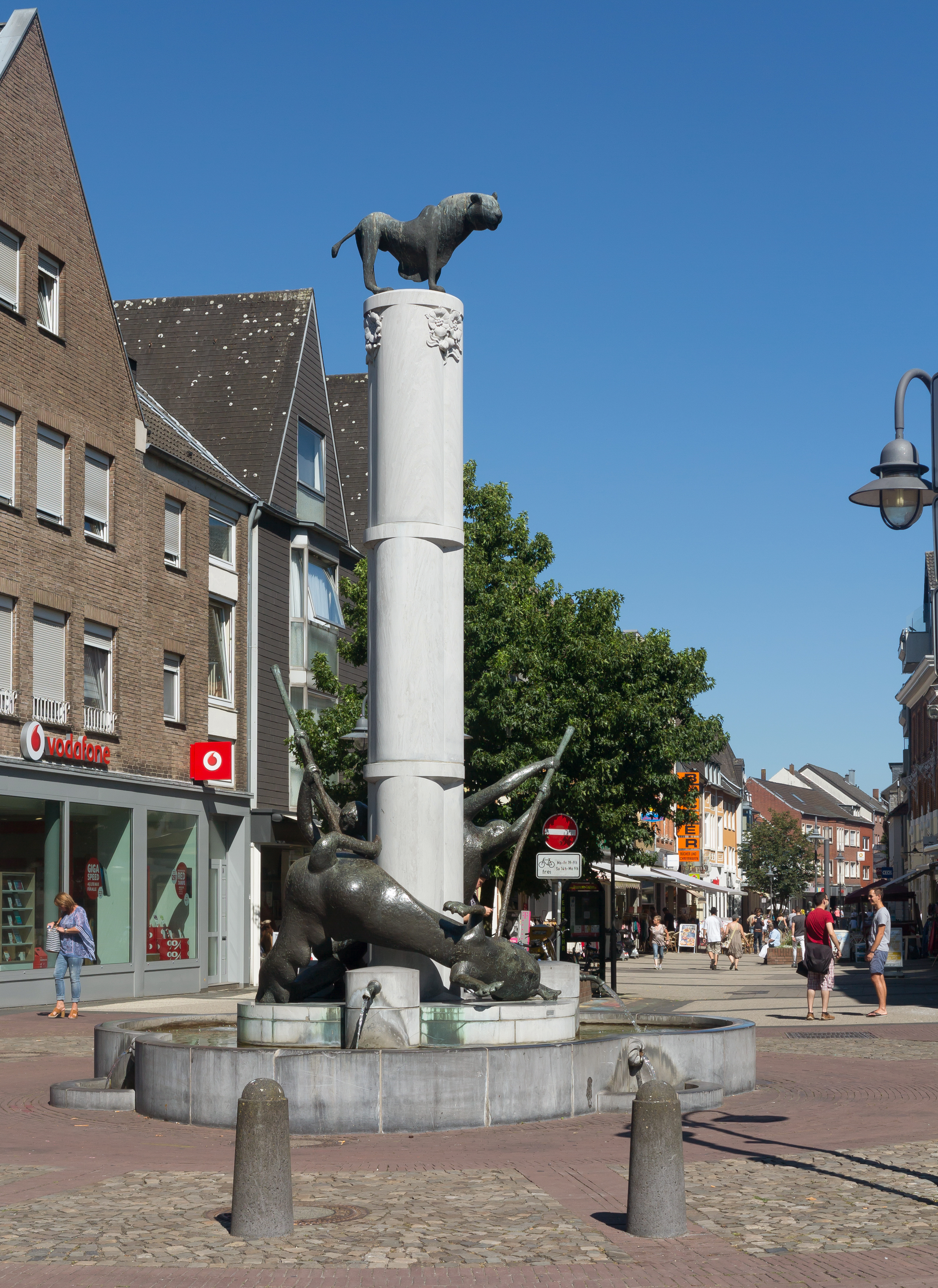
Sculpture au Markt